# Marie Adam
 (juin 2020).
Si vous disposez d'ouvrages ou d'articles de référence ou si vous connaissez des sites web de qualité traitant du thème abordé ici, merci de compléter l'article en donnant les références utiles à sa vérifiabilité et en les liant à la section « Notes et références ».
Marie Adam est une actrice française née le 13 octobre 1968 à Boulogne-Billancourt (Hauts-de-Seine).

## Biographie
Marie Adam est la fille de Brigitte Fossey et Jean-François Adam.
Actrice, elle a surtout travaillé pour la télévision jusqu'en 2006. Au cinéma, elle a joué des seconds rôles dans Love, etc. (1996) de Marion Vernoux et Nathalie... (2003) d'Anne Fontaine.
Depuis, elle travaille et s'investit surtout au théâtre, dans des troupes, comme au TNP (Théâtre National Populaire).

## Filmographie
- 1992 : Les Eaux dormantes
- 1993 : Le Château des oliviers (France 2 ) : Philippine de la Craye
- 1996 : Love, etc.
- 1996 : Les Faux Médicaments : Pilules mortelles d'Alain-Michel Blanc
- 2003 : Nathalie...
- 2004 : P.J. Saison 8 Épisode 4 : Brigitte, la boulangère
- 2007 : Fais pas ci, fais pas ça : maitresse d'Eliott Bouley

## Théâtre
- 1991 : À croquer ou l'ivre de cuisine de et mise en scène Robert Fortune, Théâtre Saint-Georges
- 1995 : Athlètes de Philippe Faure, mise en scène Jean-Paul Lucet, Vélodrome du Parc de la Tête d'or
- 1998 : Intermezzo de Jean Giraudoux, mise en scène Jean-Paul Lucet, Théâtre antique de Fourvière, Festival de Bellac